# Pinus merkusii
Pinus merkusii (сосна суматранська) — один з видів роду сосна родини соснових.

## Опис
Сосна суматранська є середнім за величиною деревом, яке сягє 25-45 метрів у висоту і з діаметром стовбура до 1 метра. Кора оранжево-червона, товста, з глибокими тріщинами в нижній частині стовбура, та тонка і луската у верхній частині крони. Листя («голки») зібрані в пучок парами, дуже тонкі, 15-20 см завдовжки і менше 1 мм в ширину, зеленого та жовто-зеленого забарвлення.
Шишки 5-8 см завдовжки і 2 см шириною в основі, коли закриті, спочатку зелені, при дозріванні червоно-коричневі. Вони відкриваються 4-5 см шириною в термін, щоб випустити насіння. Насіння 5-6 мм завдовжки, з 15-20 мм крилом, розсіюється вітром.
Сосна суматранська тісно пов'язана з Pinus latteri, що зростає далі на північ, в Південно-Східній Азії від М'янми до В'єтнаму, деякі ботаніки розглядають два різновиди, як конспеціфічні (під назвою Pinus merkusii, який був описаний перший), але Pinus latteri відрізняється більшими (18-27 см в довжину і 1 мм завтовшки) листками та великими шишками з товстою лускою, шишки часто залишаються закритими протягом деякого часу після настання терміну зрілості. Це також стосується групи середземноморських сосен, в тому числі сосни Алеппо і турецької сосни, які мають багато спільних рис з нею.

## Поширення
Країни зростання:
Індонезія (Суматра), Філіппіни, В'єтнам.
Завезений:
Таїланд.

## Фотогалерея

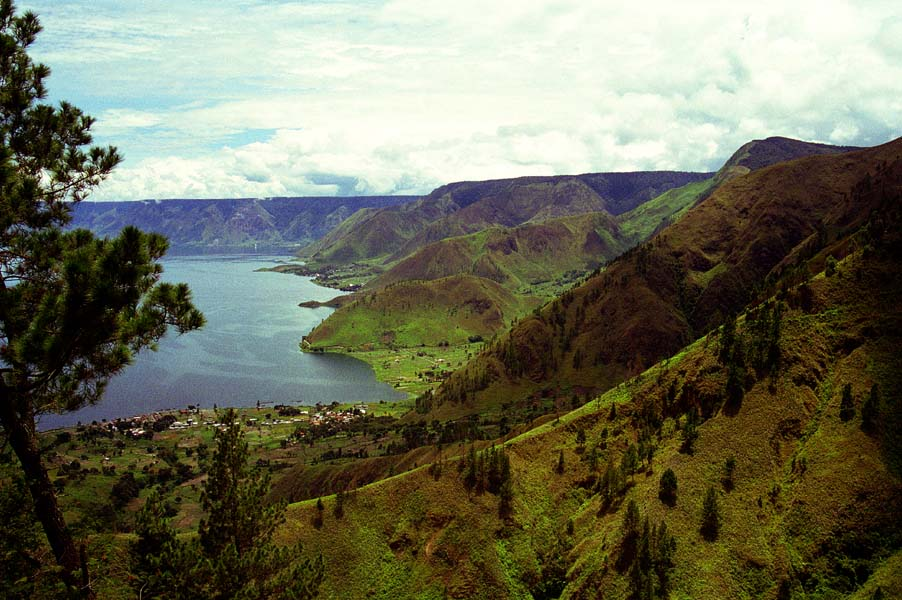
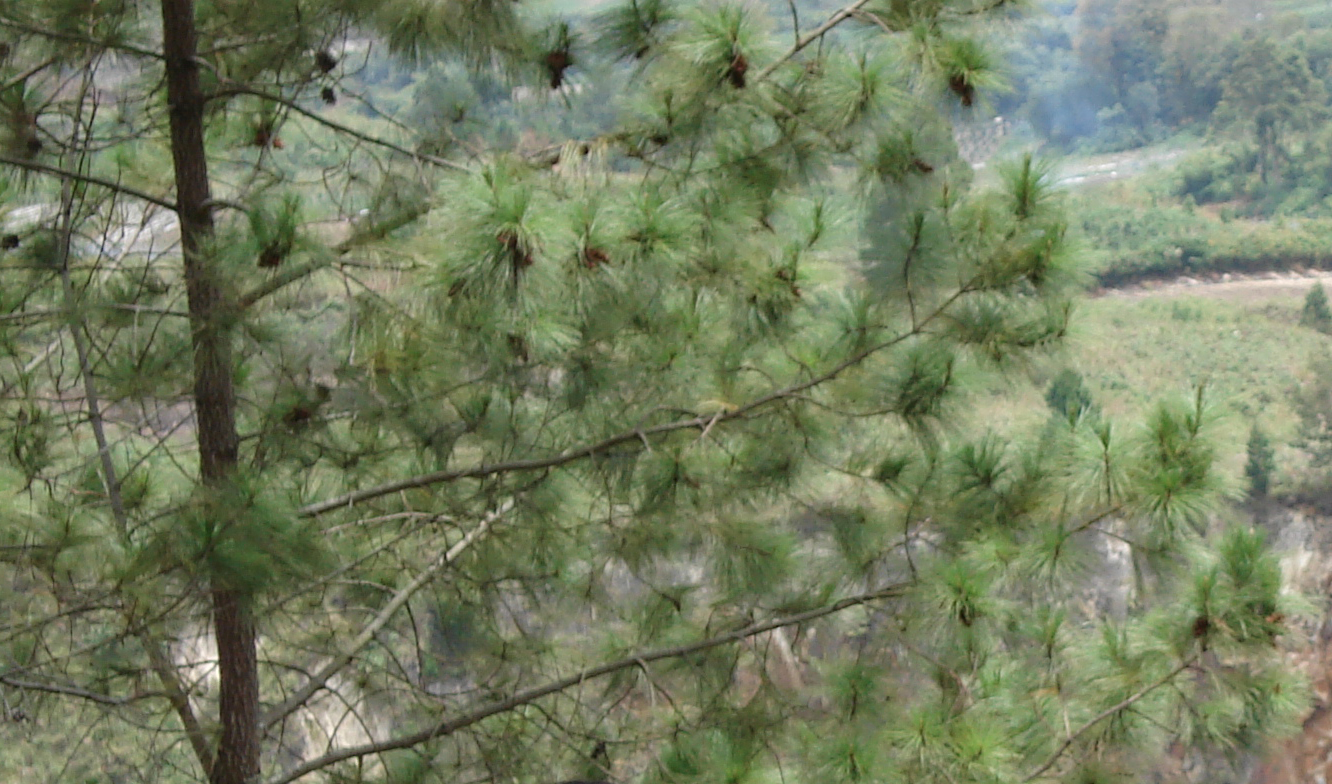
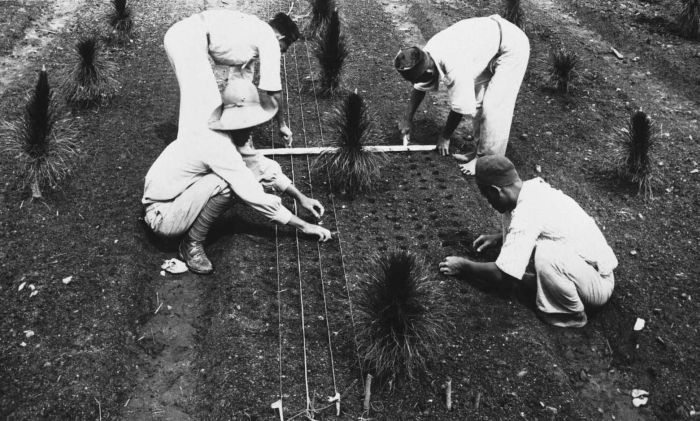

| Соснові | Це незавершена стаття про родину соснові. Ви можете допомогти проєкту, виправивши або дописавши її. |